# Эрлеровский бульвар
Эрлеровский бульвар (с 1920-х по 1 сентября 1993 бульвар Ленина) — улица в Петергофе.
Располагается между улицей Аврова и Разводной улицей.

## История
Первоначально участок бульвара от улицы Аврова до улицы Бородачёва в 1890—1914 годах носил название бульвар Эрлера.
Назван в честь Егора Ивановича Эрлера, младшего брата придворного паркового архитектора и садовника Петра Ивановича Эрлера, работавшего в XIX веке.
В 1914 году название было изменено на бульвар Сперанского.
В 1920-х годах на месте Эрлеровского бульвара и Колонистской улицы (1890 — нач. XX века) был образован бульвар Ленина.
1 сентября 1993 года бульвар Ленина был переименован в Эрлеровский бульвар.
На бульваре располагаются 416-я школа, Центральная районная библиотека Петродворцового района и баня, находящаяся в ведении администрации города.

## Достопримечательности
Бульвар проходит вдоль ряда зеленых зон, в том числе — Колонистского парка и Центрального сквера с заложенной в нём Алеей Подводников. Пересекает Петергофский водовод, состоящий из Ольгинского и Самсониевского каналов. На углу с улицей Бородачева находится мемориал «Защитникам Отечества».

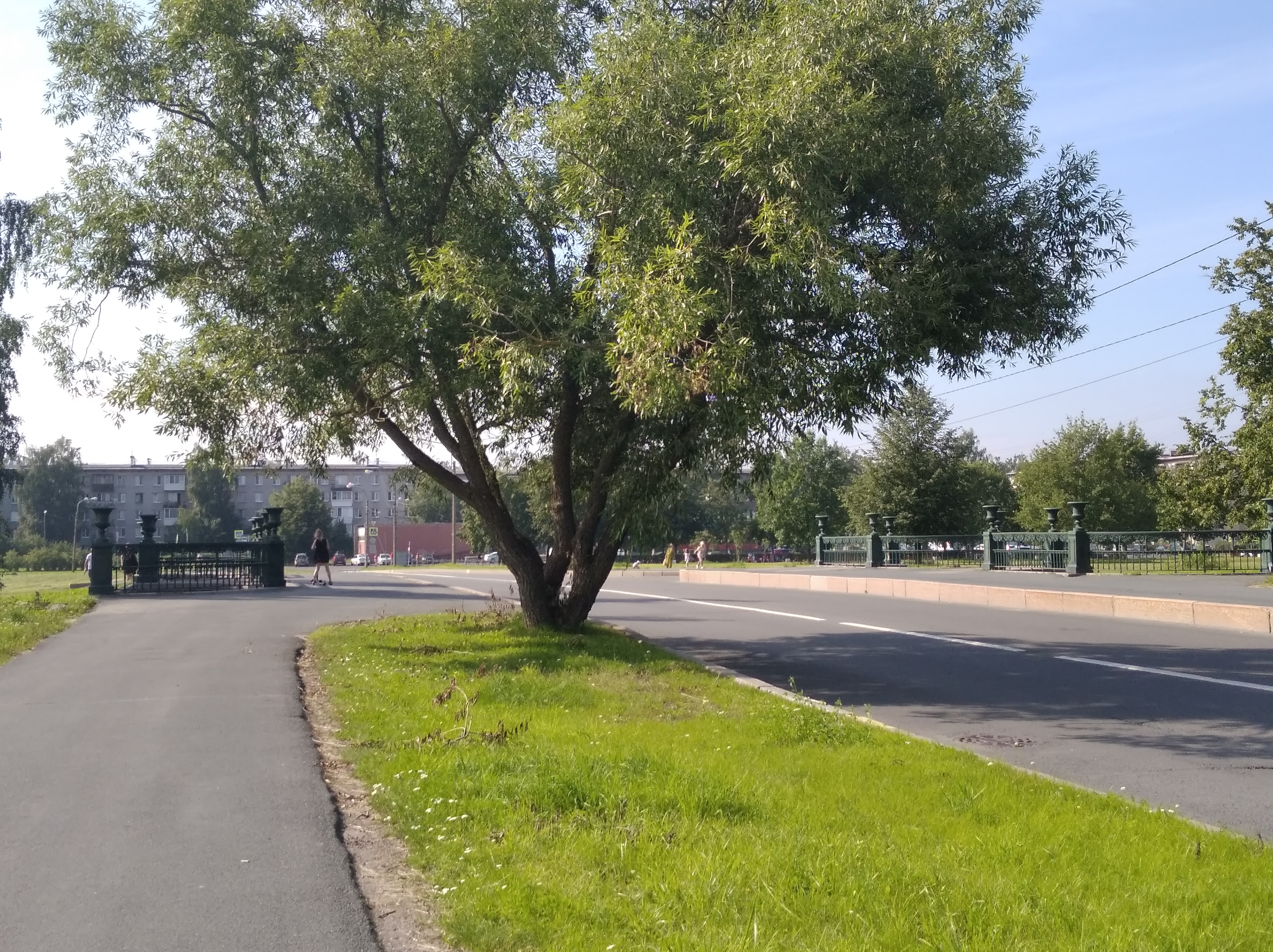
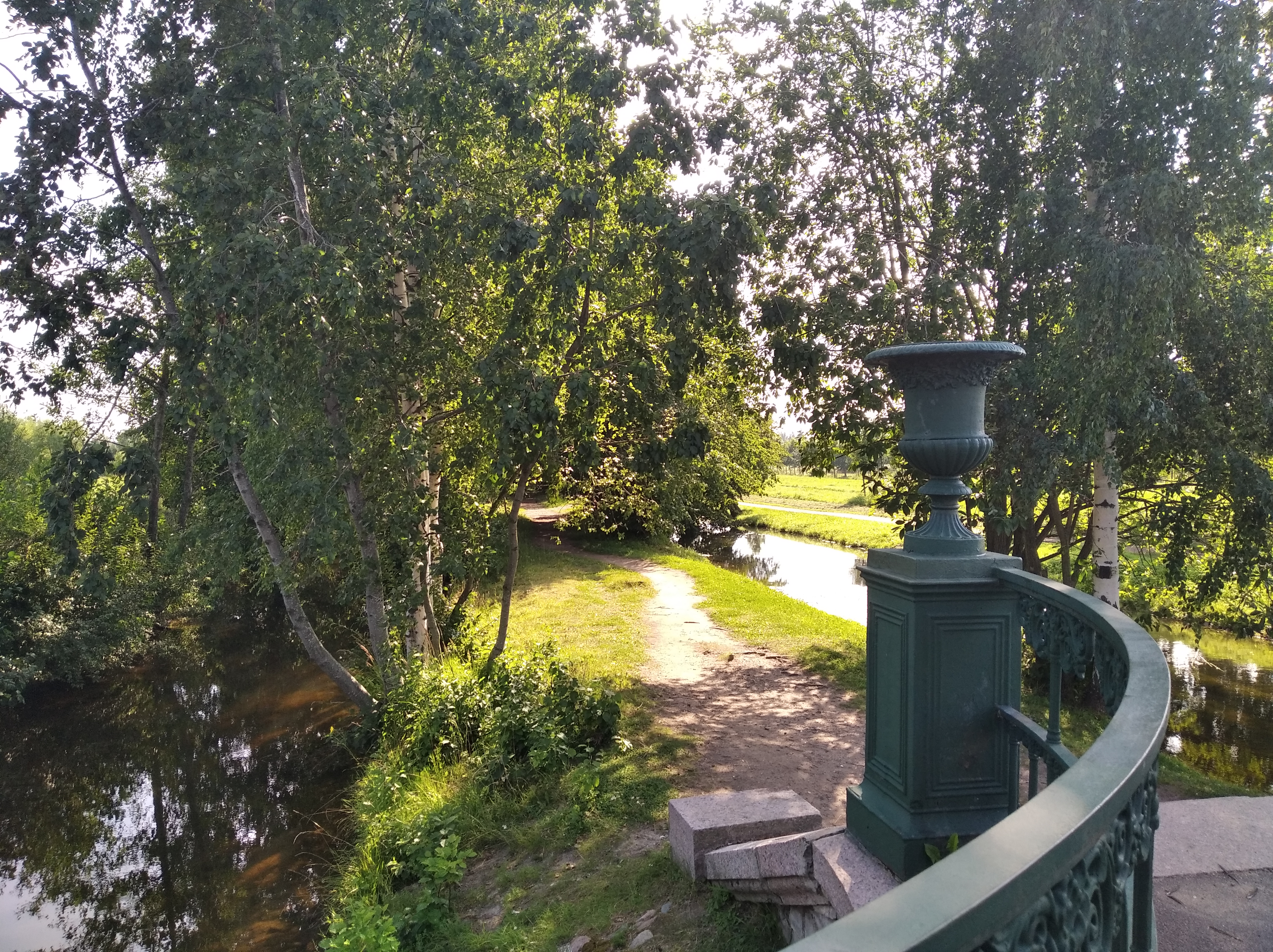
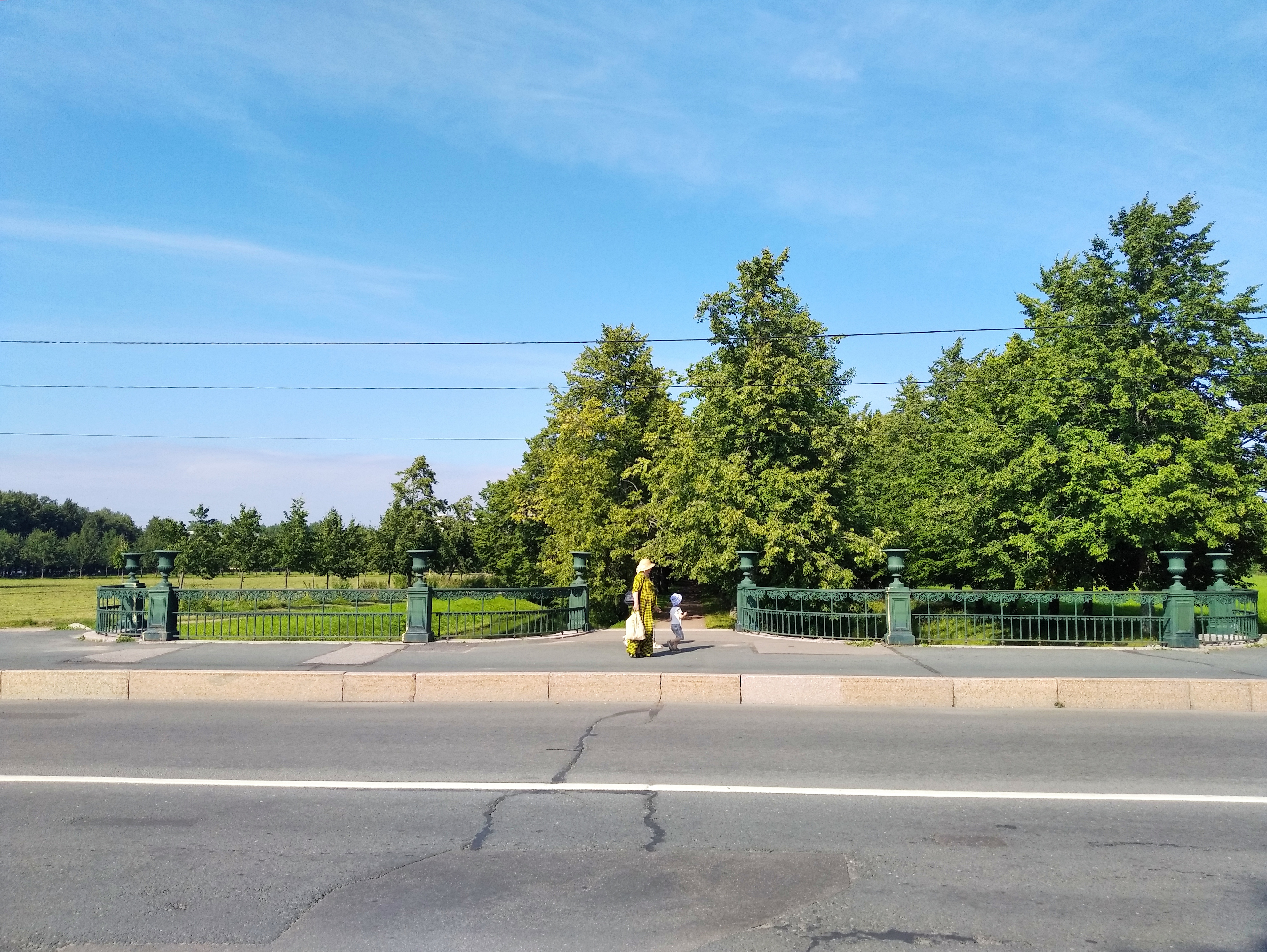